# Otelo Saraiva de Carvalho
Otelo Nuno Romão Saraiva de Carvalho MSMM • GCL • MPCE (Lourenço Marques, Conceição, 31 de agosto de 1936 – Lisboa, Lumiar, 25 de julho de 2021) foi um coronel de artilharia português, destacando-se por ter sido um dos principais estrategas do 25 de Abril de 1974. Adicionalmente, foi o candidato presidencial de 1976 em segundo lugar com 16% dos votos, tendo nos anos 1980s sido acusado de fundar e dirigir a organização terrorista «Forças Populares 25 de Abril – FP-25».
Responsável pelo setor operacional da Comissão Coordenadora e Executiva do Movimento dos Capitães, ajudou a elaborar o plano de operações militares do 25 de Abril de 1974. Dirigiu, além disso, as operações com outros militares, a partir do posto da Pontinha, no Regimento de Engenharia n.º 1, onde esteve em permanência desde o fim da tarde de 24 de abril até ao dia 26 de abril de 1974.
Foi nomeado comandante da Região Militar de Lisboa e Comandante do Comando Operacional do Continente. Pertenceu ao Conselho dos 20 e ao Conselho da Revolução e foi considerado um dos elementos mais carismáticos e extremistas do Movimento das Forças Armadas.
Alguns trabalhadores rurais recorreram a ele, para proteger as suas ocupações das grandes propriedades da sua reversão pelas forças policiais e pelos latifundiários, expropriações populares que o COPCON apoiava com as suas próprias forças. Também as ocupações de casa nas cidades "visaram mesmo resolver as necessidades de habitação condigna da população urbana".
Durante o Processo Revolucionário em Curso, principalmente após a tentativa de golpe do 11 de março, teve uma atuação polémica. O COPCON de forma discricionária terá emitido mandados de captura em branco para prender adversários políticos, em particular no Verão Quente. Por isso, viria a ser preso e desgraduado, após a sua atuação no 25 de novembro de 1975. 
Apesar de sem o apoio dos grandes partidos na eleição presidencial de 1976, ficou em segundo lugar, reunindo 16% dos votos. Foi condecorado em 1983 pelo Presidente Ramalho Eanes.
Em junho de 1984, foi preso preventivamente, acusado pelo Ministério Público de ter fundado e dirigido o Projeto Global e a organização terrorista Forças Populares 25 de Abril. Enquanto preso preventivamente, recebeu forte apoio nacional e internacional, até do seio dos EUA e de deputados europeus.
Foi condenado pelo Tribunal Criminal em 1986, a 15 anos de prisão, mais tarde fixada pelo Supremo Tribunal de Justiça para 17 anos de pena de prisão efetiva. Apesar da prova produzida, Otelo sempre recusou ter participado, ainda que mais tarde tenha aceite uma acusação de "cumplicidade de silêncio".
No entanto, o recém-criado Tribunal Constitucional considera a sentença parcialmente inconstitucional. Otelo e outros arguidos são libertados por excesso de prisão preventiva: “5 anos sem culpa formada!”. A sentença nunca transitou em julgado (nunca ficou efetiva) e foi então abrangido por uma amnistia (diferente de perdão, mas findando a possibilidade do prosseguimento judicial) dos crimes de associação terrorista, em 1996, pelos deputados da VII Legislatura na Assembleia da República, com o patrocínio político do então presidente Mário Soares, face à “complexidade jurídica (…) que não prenunciam a possibilidade de uma solução de justiça em tempo razoável”, atendendo aos prazos de prescrição.
Otelo voltou a Tribunal em 2001 para ser julgado por homicídios e tentativas de homicídios não cobertos pela amnistia. A juíza Elisa Sales considerou que os elementos das FP-25 cometeram fisica e moralmente os crimes, mas que não podia determinar quem tinha feito o quê juridicamente. Otelo e os restantes réus presumidos inocentes não poderiam então ser condenados pela autoria dos crimes de sangue. Em abril de 2001, no Tribunal da Boa Hora, e em junho de 2003 no Tribunal da Relação, teve o veredito de inocente. Assim, na autoria material dos crimes, “Otelo foi absolvido por nada se ter provado contra ele”, reforça Noronha do Nascimento, Presidente Emérito do Supremo Tribunal de Justiça.
Apesar das controvérsias, Otelo foi homenageado, apoiado e acarinhado por muitos. Na maior parte das vezes devido ao seu papel maior no 25 de Abril de 1974.
Aquando do seu falecimento foi visitado no velório por milhares de anónimos, mas também pelo Presidente da República, Marcelo Rebelo de Sousa, o primeiro-ministro, António Costa, e o Presidente da Assembleia da República, Eduardo Ferro Rodrigues. A Assembleia da República aprovou um voto de pesar, destacando “um dos principais obreiros da Revolução de 1974 (…) [e] um dos libertadores de Portugal”, "naquele dia", "não desconhecendo os vários momentos da vida de Otelo que o tornaram uma personagem contraditória, divisiva e não consensual".

## Biografia

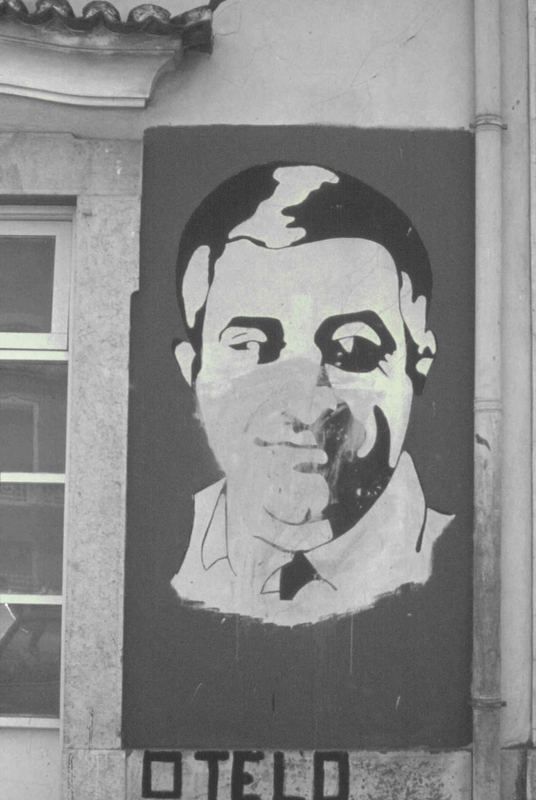
Pintura mural

Nascido em 31 de agosto de 1936 em Lourenço Marques, Moçambique (hoje Maputo). Os seus pais foram Eduardo Saraiva de Carvalho (Lisboa, Santos-o-Velho, 9 de agosto de 1912 – 29 de setembro de 1969), funcionário dos CTT em Lourenço Marques, e sua mulher Fernanda Áurea Pegado Romão (Goa, Goa Sul, Salcete, Margão, 30 de novembro de 1917 – Lisboa, 1981), ainda com alguma ascendência goesa católica, casados em Lourenço Marques, a 7 de julho de 1934. A mãe adorava teatro, tendo escolhido o nome do filho da peça Otelo, o Mouro de Veneza de Shakespeare, tal como se chamara o avô paterno. Tinha uma irmã um ano mais velha, Maria Manuela Romão Saraiva de Carvalho Velasco (Lourenço Marques, 19 de julho de 1935 – Lisboa, 9 de setembro de 2012), e uma irmã quatro anos mais nova, Maria Gabriela Romão de Carvalho Rebelo (Lourenço Marques, 26 de outubro de 1940).

### Escolha da carreira militar e consciencialização progressiva
Embora pretendesse abraçar a carreira de teatro, seguindo o exemplo do seu avô paterno, falecido antes de ele nascer, razão pela qual recebera o nome de Otelo, foi seduzido por uma conceção de honra e lisura militar, sem "cunhas" e baseada na coragem e no mérito, por influência do seu avô materno, a ingressar no exército.
Iniciou a sua formação como cadete-aluno em 1955, na então Escola do Exército (mais tarde Academia Militar), embora anteriormente, aos dezoito anos, tivesse sido reprovado por "não ter qualquer vocação militar" quando integrou as milícias da Mocidade Portuguesa no Liceu de Lourenço Marques (o que era obrigatório à época).
Em 1959, termina o curso e é promovido a aspirante a oficial, fazendo o tirocínio na Escola Prática de Artilharia de Vendas Novas, até Agosto de 1960.
Embora não muito politizado, entusiasma-se com António Sérgio como figura da oposição, e sobretudo com Humberto Delgado, o "General sem Medo", e toma contacto, devido a uma viagem a Paris, França, com as ideias de libertação dos países africanos francófonos.
É promovido a alferes do Quadro Permanente do Exército (QPE) em novembro de 1960. Em 1961, estala a Guerra Colonial e embarca para Luanda na sua primeira comissão em África a 3 de junho de 1961, como alferes de Artilharia em Angola, de 1961 a 1963. Cedo compreende a face negra do colonialismo português, muito diferente da propaganda na Metrópole, e conhece de longe o (na altura) tenente-coronel de Cavalaria António de Spínola, segundo Otelo homem de grande crueldade, com quem se cruzará várias vezes ao longo da História.
Em 1963, foi nomeado instrutor da Legião Portuguesa, que tinha como objetivo defender o património espiritual da Nação e combater a ameaça comunista e o anarquismo.  Esteve nessa posição durante dois meses, algo que considerou mais tarde que lhe permitiu "contactar com a realidade do corporativismo fascista e a sua sustentação junto dos pequenos funcionários".
Em agosto de 1965, já Capitão de Artilharia, parte para a sua segunda comissão em Angola, onde é colocado em Mucaba, apenas voltando a Lisboa em setembro de 1967.
Entre 1967 até cerca de 1968, foi professor na Escola Central de Sargentos em Águeda.
Em 16 de setembro de 1970, é colocado na Guiné, na sua terceira e última comissão, no Quartel-General do Comando Chefe, para substituir um capitão Carvalho de Andrade, morto no desastre de helicóptero que também vitimara três deputados da Ala Liberal em visita à Guiné. O seu posto é de chefe da Secção de Radiodifusão e Imprensa da Repartição de Assuntos Civis e Ação Psicológica, repartição liderada por Lemos Pires, e, nessa capacidade, pôde ver a guerra do lado dum Quartel General, depois de duas comissões "no mato". Nesse período Spínola, agora general, é Comandante-Chefe das Forças da Guiné. Otelo muda em breve para a Secção de Ação Psicológica, Subsecção de Operações Psicológicas, em Forte de Amura.
Em junho de 1971. é nomeado para a direção do Centro de Informação e Turismo da Guiné, cargo de que é demitido pouco tempo depois por Spínola. No mesmo ano, organizou o Congresso do Povo da Guiné, ao mesmo tempo que se emocionava com a leitura do programa do PAIGC, e conhecia Rafael Barbosa, um dos fundadores do mesmo, de quem fica com excelente impressão. Ao longo desta comissão, a sua consciência política e o seu desgosto pela guerra colonial aumentam enormemente.

## Participação no Movimento dos Capitães
As suas primeiras atividades de contestação ao regime deram-se por ocasião da preparação do Congresso dos Combatentes do Ultramar (que teve lugar de 1 a 3 de junho de 1973, no Porto). Exigiu, junto com os outros oficiais em Bissau, a participação de oficiais do Quadro Permanente, participando na recolha de cerca de 400 assinaturas de um documento em que declaravam, basicamente, que o congresso não os representava. Em paralelo, houve várias ações em Lisboa encabeçadas por Ramalho Eanes, Hugo dos Santos e Vasco Lourenço.
Foi depois um dos principais dinamizadores do movimento de contestação ao Decreto Lei n.º 353/73, que deu origem ao Movimento dos Capitães que depois se transformou em MFA. Esse decreto faria entrar para o quadro permanente das Forças Armadas, como capitães ou majores, muitas pessoas com uma qualificação e tempo de aprendizagem muito inferiores às dos oficiais do quadro na altura, o que levou a um grande descontentamento da maioria dos elementos do quadro. Em Bissau foi, portanto, criada a Comissão do Movimento dos Capitães (CMC), em que Otelo teve um papel de relevo, tendo angariado 51 assinaturas e as enviado para a Metrópole, e fazendo uma exposição ao Ministro do Exército, no dia 7 de setembro de 1973. Reunidos em Évora, 136 capitães assinam um documento semelhante, seguindo o exemplo da Guiné, seguidos por 94 em Angola e 106 em Moçambique. Em resumo, a contestação foi tal que esse decreto foi revogado (e um seguinte, que "resolvia" o problema dos majores), mas, como diz Otelo no seu livro Alvorada em Abril, o movimento já estava lançado.
Acabada a comissão na Guiné, em 1 de setembro de 1973, Otelo é promovido a major, passando a ter uma grande ligação com os outros membros do Movimento dos Capitães em Lisboa, enquanto ingressa na Academia Militar como professor adjunto de Tática de Artilharia, em 15 de novembro. Participa num sem-número de reuniões, que acontecem em sua casa, ou nas casas de Vasco Lourenço, Diniz Almeida, Hugo dos Santos, Mariz Fernandes, Vítor Alves, Luís Macedo e Pinto Soares. Em 1 de dezembro de 1973, há um plenário mascarado de confraternização em Óbidos, e é criado o MOFA (Movimento de Oficiais das Forças Armadas, cujo nome, por razões óbvias de sigla, mudaria para MFA alguns dias antes do 25 de Abril por sugestão de Spínola). Otelo é um dos militares pertencentes à direção.
Mesmo assim, nessa altura, o Movimento ainda tinha como principal objetivo garantir o prestígio das Forças Armadas. A situação agudizou-se com os incidentes em Vila Pery, em Moçambique, a 14 de janeiro de 1974, em que o exército foi insultado pela população, o que levou a muita comoção tanto no exército como nos meios de comunicação estrangeiros. Nessa altura, estava a preparar-se um programa do movimento. Um primeiro esboço foi da autoria de José Maria Azevedo, mas, no dia 6 de fevereiro de 1974, foi considerado insuficiente, e uma comissão de redação foi nomeada, com os nomes de Costa Brás, Melo Antunes, José Maria Azevedo ocorridas e Sousa e Castro. No dia 5 de março, surge novo documento político do ainda MOFA, que foi continuando a ser trabalhado principalmente por Melo Antunes, coadjuvado, entre outros, por Martins Guerreiro, Almada Contreiras, e Vítor Alves, que o entregava a Otelo para o mostrar a Spínola e receber retorno deste. O documento político final foi apresentado a Otelo e aos outros no dia 20 de abril de 1974.
Após o fracasso da intentona das Caldas de 16 de março de 1974, em que vários militares seus companheiros foram presos, e Otelo não o foi por um triz, tomou a seu cargo desenhar o plano militar de operações que deu origem ao golpe militar de 25 de Abril, sendo, portanto, um dos principais estrategas indiscutíveis da Revolução de 25 de Abril de 1974. De facto, tanto Vítor Alves como Hugo dos Santos discordavam do plano, mas anuíram. Otelo Saraiva de Carvalho acreditava no sucesso em 12 horas com uma probabilidade de 80%. Além de ter feito inúmeros contactos com antigos colegas e conhecidos, também distribuiu, na tarde do dia 23, os aparelhos de rádio necessários para assegurar as transmissões dos revoltosos.
Otelo teve uma grande atividade de contactos e troca de informações com muitos elementos das Forças Armadas. No que se refere à Marinha, Almada Contreiras menciona passeios de trabalho ao longo do passeio de Santa Apolónia durante vários meses antes do 25 de Abril.

### Comando das operações do 25 de Abril de 1974
Responsável pelo setor operacional da Comissão Coordenadora do MFA, foi ele quem dirigiu as operações do 25 de Abril, a partir do posto de comando clandestino instalado no Quartel da Pontinha, de 24 a 26 de abril de 1974. Foi, portanto, além do estratega, um dos Comandantes Militares do 25 de Abril.
Entre as várias decisões que teve de tomar, junto com os outros militares ali presentes (Sanches Osório, Fisher Lopes Pires, Vítor Crespo, Garcia dos Santos, Luís Macedo e outros que foram chegando), esteve a aceitação de que fosse Spínola a receber o poder das mãos de Marcelo Caetano, em vez de alguém do MFA. Spínola telefona diretamente a Otelo, que põe a questão aos outros que lá estavam, incluindo Vítor Alves e Franco Charais. Otelo autoriza Spínola a representar o MFA (com a conivência dos presentes), algo pelo qual vem a ser criticado mais tarde por outros elementos do MFA, como por exemplo Vasco Lourenço.
Otelo também seguiu de perto os acontecimentos do Largo do Carmo, tendo sido ele que escreveu a ordem manuscrita para que Salgueiro Maia iniciasse o fogo contra o Quartel do Carmo.
Os acontecimentos, hora por hora, do dia 25 de abril de 1974 foram contados por Otelo Saraiva de Carvalho no seu livro intitulado O dia inicial: 25 de Abril hora a hora, além do que já tinha sido referido em Alvorada em Abril. Também protagonizou um filme a contar essa noite.
Um dos poucos objetivos do rascunho do Plano Geral de Operações do 25 de abril que não foi atingido, foi a tomada da PIDE/DGS por um grupo de comandos, devido à recusa de Jaime Neves de a tentar, o que levou à alteração do Plano final, e a variadas démarches no seio das Forças Armadas afetas ao 25 de Abril.

## Acontecimentos pós-25 de Abril e o COPCON
Após o 25 de Abril, Otelo pretende voltar à sua vida normal de professor, mas os acontecimentos do país precipitam-se, e é chamado pelos outros elementos do MFA a tomar parte nas decisões e no futuro do país. Em julho de 1974, por iniciativa de Spínola (presidente da República), foi graduado em Brigadeiro, e nomeado Comandante-Adjunto do COPCON (Comando Operacional do Continente), sob a dependência direta do General Francisco da Costa Gomes, então Chefe do Estado-Maior-General das Forças Armadas. Além disso, foi nomeado também Comandante da Região Militar de Lisboa, tomando posse a 13 de julho de 1974.

Passou a exercer na prática o comando efetivo do COPCON desde setembro de 1974. Eis o seu próprio testemunho do que foi o COPCON, que extravasou em muito as competências militares inicialmente atribuídas:
| “ | De mero organismo militar, […] o COPCON transformou-se no "115" (número de urgência) da Revolução. Todos os dias, a partir das 5h30 m da manhã, extensas filas humanas se formavam à porta de armas do Forte do Alto do Duque. E a todos, ao longo do dia, procurávamos atender, aconselhando ou resolvendo questões pessoais ou familiares, dando solução a problemas habitacionais com o apoio de comissões de moradores, arbitrando conflitos laborais norteados pela divisa que eu instituíra de que «os trabalhadores, em princípio, têm razão». | ” |

#### 28 de setembro de 1974
Otelo foi convocado por Spínola ao palácio de Belém na véspera, tendo lá ficado "preso" até que pôde ir para o COPCON às 3 da manhã. De acordo com Vasco Lourenço, foi este que tratou da resistência ao golpe, e que conseguiu forçar a volta física do Otelo ao COPCON, com um ultimato de que senão o MFA atacaria Belém.  Entretanto militares do MFA e alguns partidos ligados a movimentos mais próximos da extrema esquerda, encabeçados pelo PCP, bloquearam os acessos a Lisboa na madrugada anterior, com barricadas em vários pontos. O clima estava próximo da guerra civil, mas a Otelo, comandante do COPCON, defendia o controlo da situação.

#### 11 de março de 1975 e o PREC
O ano de 1975 seria o ano de choques entre as diferentes forças. Em 11 de março de 1975, houve uma intentona spinolista (de direita) para tomar conta do poder, marcado por grande desorganização nas forças armadas, que resultou no assalto ao RALIS pelos paraquedistas militares, rapidamente neutralizado. Em resposta, a esquerda acelerará mudanças. A polarização atingirá o máximo no chamado Verão quente com os ataques da organização terrorista de direita MDLP e ocupações de terras à esquerda.
Em março de 1975, Otelo foi graduado em General de Divisão.
Fez parte do Conselho da Revolução desde que este foi criado, entre 14 de março e dezembro de 1975, onde era considerado como representando a ala mais radical assumindo-se como um dos dinamizadores do Processo Revolucionário em Curso, apoiando as ações da "esquerda revolucionária".
Durante o chamado PREC, foi o responsável pela emissão dos mandados de captura em branco, que serviram para a prisão indiscriminada de pessoas, sem acusação ou ordem judicial, sob acusação de sabotagem económica ou atentado contra a democracia. Nesse âmbito, ficou para a história a prisão de cerca de 400 militantes do MRPP, a 28 de maio de 1975.
Ficou famosa e gerou polémica a frase: "Oxalá que nós não tenhamos de meter no Campo Pequeno os contra revolucionários antes que eles nos metam lá a nós".
A partir de 30 de julho do mesmo ano, integra, com Costa Gomes e Vasco Gonçalves, o Diretório, estrutura política de cúpula durante o V Governo Provisório na qual os restantes membros do Conselho da Revolução delegaram temporariamente os seus poderes (mas sem abandonarem o exercício das suas funções).

Segundo o seu biógrafo Paulo Moura,
| “ | o seu poder era legal, além de imenso. Antes de começar a perder o controlo de muitas forças, (…), Otelo foi o homem mais poderoso do país. | ” |

Em julho de 1975, é convidado a visitar Cuba e discursar, antes de Fidel Castro, na cerimónia comemorativa do aniversário ao ataque ao quartel de Moncada, em Santa Clara. "Vou a Cuba [para] tomar contacto com a revolução cubana a caminho do socialismo. Vou com os olhos e os ouvidos abertos para ver as experiências já adquiridas para, depois, (...) poder incentivar a nossa revolução". Aí conhece os recém-lançados Grupos Dinamizadores de Ação Popular (GDAP), que o inspiram fortemente (mais tarde lançará os Grupos Dinamizadores de Unidade Popular (GDUP), ao contrário da relação com o Partido Comunista Português, que os dirigentes cubanos sugerem a Otelo para Portugal. Além disso, ainda segundo este biógrafo, pedem a Otelo que transmita a Costa Gomes a pergunta sobre intervenção cubana em Angola e apoio ao MPLA, ou se deverá ser Portugal a fazê-lo.
Em 3 de Agosto de 1975, numa tentativa de controlar a situação e formar um novo Governo, aquele que viria a ser o V Governo Provisório Presidente da República, General Costa Gomes, reúne-se com Vasco Gonçalves e Teixeira Ribeiro, (militante do MDP/CDE indigitado para vice-Primeiro Ministro). Mais tarde junta-se Otelo, comandante do COPCON, acabado de chegar de Cuba, inflacionado de fervor revolucionário. Este foi claro ao afirmar que as tropas que comandava não o queriam (a Vasco Gonçalves) como Primeiro Ministro, assumindo pela primeira vez e publicamente a divergência.
Umas semanas mais tarde, Otelo assume definitivamente a rutura, numa célebre a carta escrita a Vasco Gonçalves, onde o proíbe de visitar as unidades militares integradas no COPCON. «Agora, companheiro, separamo-nos (…) Peço-lhe que descanse, repouse, serene, medite e leia». Essa carta foi amplamente publicitada nos jornais, e depois usada contra ele, mas Otelo diz que era uma carta privada e confidencial, entregue em mão em S. Bento pelo capitão chefe da secretaria do COPCON.
Este período conturbado teve bastante visibilidade internacional através da revista Time, de 11 de agosto de 1975, na qual, sob o título "Red Threat in Portugal", as caricaturas de Vasco Gonçalves, Costa Gomes e Otelo foram capa.
Segundo Otelo, foi este que sugeriu Pinheiro de Azevedo como primeiro-ministro para o VI Governo Provisório, após ter recusado a sugestão de Vasco Gonçalves de ser ele próprio. Mas foi Pinheiro de Azevedo, junto com o Grupo dos Nove, que foi tirando progressivamente o poder das mãos de Otelo, por exemplo, ao criar o Agrupamento Militar de Intervenção (AMI), para diminuir o poder do COPCON.
A 10 de setembro de 1975, cerca de 1 000 espingardas G3 foram desviadas do Depósito Geral de Material de Guerra (DGME), localizado em Beirolas (Loures). A ordem foi dada pelo Capitão Álvaro Fernandes e serviriam para armar os Conselhos Revolucionários. As armas foram entretanto entregues ao PRP/BR, nomeadamente a Isabel do Carmo e Carlos Antunes. Quando confrontado com o desvio das armas Otelo diria "Sei pelo menos que as armas se encontram à esquerda e isso é uma satisfação muito grande. Se elas se encontrassem à direita, é que era perigoso. Como se encontram à esquerda, para mim estão em boas mãos".
No dia 3 de outubro, milicias populares ligadas à extrema esquerda tentam levantar cerca de 3 000 espingardas G3, o que foi negado por parte de Diniz de Almeida, sob ordem do ainda comandante do COPCON, Otelo Saraiva de Carvalho.

#### 25 de novembro de 1975
Depois do ultimato feito a Costa Gomes pelo VI Governo Provisório, em novembro de 1975, o Presidente da República Costa Gomes substitui Otelo por Vasco Lourenço na chefia da Região Militar de Lisboa. Otelo é naturalmente contra, mas aceita a despromoção.

Entretanto os paraquedistas ocupam umas bases aéreas, exigindo a demissão do Chefe do Estado-Maior da Força Aérea, Morais e Silva. Este acontecimento marca o início da Crise de 25 de Novembro de 1975, que acabou por ser neutralizada por um grupo militar liderado por Ramalho Eanes. Segundo alguns intervenientes, entre eles Vasco Lourenço e Ramalho Eanes,  foi Otelo que deu a ordem para os paraquedistas ocuparem as bases da Força Aérea, o próprio não confirma que tenha dado ordem, mas que terá sido suficientemente ambíguo.  Diniz Almeida, mais tarde, diz que quem deu a ordem foi Arlindo Dias Ferreira, mas que Otelo anuiu. Otelo sempre referiu que em 25 de Novembro o Grupo dos Nove tinha lançado "uma outra ação militar, esta para travar a revolução, comandada pelo Ramalho Eanes" e afirmou que evitou uma guerra civil:
| “ | A «grande vitória dos Comandos» foi, de facto, nula, porque ninguém quis entrar em guerra nenhuma. | ” |

### Atividade após o 25 de novembro
Após o 25 de novembro, o COPCON é extinto.

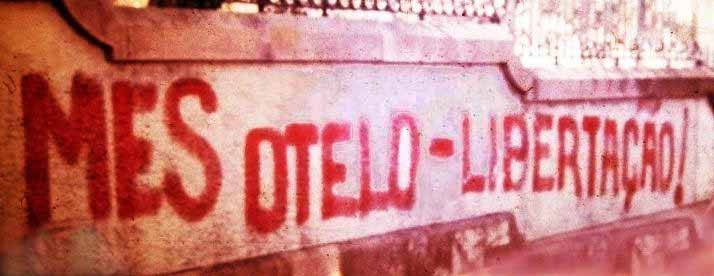
MES Otelo - Libertação!, pintura mural de 1975

Otelo, que representava a ala mais radical do MFA, como aliás se pode ver na sua entrevista à RTP de 10 de novembro de 1975, viria a ser preso, na sequência do inquérito que lhe foi mandado instaurar, por "suspeita de responsabilidade de natureza militar nos acontecimentos de 25 de novembro", após a aprovação pelo Conselho da Revolução do Relatório Preliminar da Comissão de Inquérito ao 25 de novembro, publicado a 20 de janeiro. É solto três meses mais tarde.

## Eleições Presidenciais de 1976 e os GDUP´s
Nas primeiras eleições presidenciais livres após a ditadura do Estado Novo, em 1976, Otelo candidatou-se com um programa de democracia popular e direta, onde os cidadãos não seriam representados por partidos e um parlamento. Nessas eleições, ocorridas a 27 de junho de 1976, Otelo teve o apoio do Partido Revolucionário do Proletariado (PRP), o Movimento de Esquerda Socialista (MES), a União Democrática Popular (UDP) e a Frente Socialista Popular (FSP).
No âmbito da campanha eleitoral, criam-se os GDUP´s, Grupos Dinamizadores de Unidade Popular, à imagem do que Otelo vira em Cuba. Formaram-se GDUP por todo o país, ainda sem qualquer constituição formal ou existência jurídica servindo apenas como base de apoio à candidatura de Otelo à Presidência da República.
Otelo foi o segundo candidato mais votado com um resultado histórico de 792 760 votos (16,2%), obtendo a maior votação no Distrito de Setúbal, com 41,8%. Ramalho Eanes viria a ser eleito Presidente da República com quase 3 milhões de votos e mais de 61%. No entanto, Otelo manteve-se sempre amigo deste.
No seguimento do sucesso eleitoral das presidenciais, já no final de 1976, o GDUP constitui-se então oficialmente como partido, onde veio a ser criado o Movimento de Unidade Popular (MUP). Neste congresso, ainda Comissão Nacional fosse presidida por Luís Moita, antigo Padre na paróquia de Marvila, o lugar de presidente do GDUP foi deixado em aberto, para vir a ser preenchido por Otelo.
Após as eleições presidenciais, Otelo voltou a ser militar no ativo, posição incompatível com a atividade política, concretizada no patrocínio à constituição do partido político GDUP, onde foi criado o Movimento de Unidade Popular (MUP). Por esta atividade e por ter proferido declarações aos jornalistas à saída do congresso, facto pelo qual teria sido advertido para não o fazer, foi castigado exemplarmente com 20 dias de prisão disciplinar agravada por Rocha Vieira, o Chefe do Estado-Maior-General das Forças Armadas da altura.
Em 1977, após os resultados menos animadores nas eleições autárquicas de dezembro de 1976, onde a GDUP não conseguiu obter mais do que 2,5%, esta cessou a sua atividade política. No entanto, com a participação de Otelo, foram sendo realizados reuniões, com simpatizantes, à porta fechada, em todo o País, durante todo o ano de 1977. E consideradas as condições suficientemente amadurecidas, foi promovido em 30 de Janeiro de 1978 um grande encontro no anfiteatro da Faculdade de Ciências, com apoiantes de todo País, no qual foram definidas as linhas de um novo projeto político, escolhidos pessoas para o exercício provisório de determinadas responsabilidades, conducentes à realização de um congresso de formação de uma nova organização que viria a ser a Organização Unitária dos Trabalhadores (OUT), com sede provisória em instalações cedidas pelo PRP, na Rua Braamcamp, em Lisboa. Esta viria a ser o embrião do Projeto Global que incluía as Forças Populares 25 de Abril e a Força de Unidade Popular.
Em 1978, viria a passar compulsivamente à reserva, pelo seu envolvimento político, incompatível com o estatuto de militar, nomeadamente na promoção e criação da GDUP, nos movimentos políticos que antecederam a criação da OUT e no incidente diplomático criado após as críticas de Otelo à liberdade e democracia existentes na República Federal Alemã, num telegrama que enviou para o Tribunal Russel, tribunal de iniciativa popular sobre crimes de guerra por iniciativa de Bertrand Russel e Jean-Paul Sartre.

##### Alvorada em Abril
É convidado pela editora francesa Éditions du Seuil a escrever a história do 25 de Abril, mas a editora dá-lhe três meses, e Otelo declara que precisa de nove, virando-se, pois, para uma editora portuguesa.

Em 1977, publica o livro Alvorada em Abril, em edição da Livraria Bertrand, com prefácio "Um Homem do nosso Destino" de Eduardo Lourenço, em que entre outras coisas se pode ler que 
| “ | Estas páginas desenham em filigrana o retrato de um Otelo antes de outro Otelo e completam assim uma imagem que um excesso de franqueza e mesmo de ingenuidade política que lhe são inerentes reduziu a um estereótipo insignificante, por simplista e malevolente. | ” |

Num novo prefácio a um livro de Otelo, O dia inicial, publicado em 2011, Eduardo Lourenço virá a proclamar este livro "incontornável mas, como acontece quase sempre entre nós, distraidamente lido".
Uma reedição do mesmo livro, em edição limitada em 1974 exemplares numerados e assinados, vem a lume em 2014 pela Editora Divina Comédia.

#### Eleições Presidenciais de 1980
As segundas eleições presidenciais ocorreram em 7 de dezembro de 1980 e polarizaram entre o presidente em exercício, Ramalho Eanes apoiado pelo PCP e PS (ainda que com a oposição de Mário Soares) e o General Soares Carneiro, apoiado pelos partidos de direita, nomeadamente da Aliança Democrática (formada pelo Partido Social-Democrata, Centro Democrático Social e Partido Popular Monárquico, e liderada pelo então primeiro-ministro Francisco Sá Carneiro). Três dias antes das eleições, a 4 de dezembro, quando se deslocava para um comício no Porto, o avião no qual seguia Sá Carneiro e o seu ministro da Defesa Amaro da Costa despenhou-se em Camarate, poucos segundos após descolar do Aeroporto da Portela, tendo falecido todos os seus ocupantes.
Otelo era apoiado pela Força de Unidade Popular, criada em Março de 1980 dum acordo entre Movimento de Esquerda Socialista (MES), Organização Unitária de Trabalhadores (OUT), Partido Comunista (marxista-leninista), Partido Comunista (Reconstruído) (PC(R), Partido Revolucionário do Proletariado (PRP), Unidade Comunista (UC) e União Democrática Popular (UDP). Este acordo seria televisionado pela RTP com imagens disponíveis aqui. No entanto, desta vez os resultados foram inferiores ao esperado para Otelo que apenas conseguiu obter cerca de 85 mil votos (1,49%).

## Associação às Forças Populares 25 de Abril
Surgidas nos anos 80, as Forças Populares 25 de Abril (FP-25) apresentaram-se no "Manifesto ao Povo Trabalhador" datado de abril de 1980, que apresenta a organização, é assinalado aquilo que consideravam serem desvios graves à constituição de 1976, nomeadamente o abandono do caminho para o socialismo, a reversão da Reforma Agrária ou a perda de expressão e peso decisório da vontade popular. Segundo documentos apreendidos no âmbito da operação Orion, argumentavam que “esta organização de tipo novo surge como a forma possível de dar resposta à situação repressiva que a burguesia exerce sobre os trabalhadores e revolucionários, por um lado, e por outro lado ser capaz de sintetizar a resposta dos mesmos a nível da luta e da violência na perspectiva de vir a constituir direcção política da insurreição armada e da tomada de poder". As FP25 corporizavam um descontentamento com a evolução política do País, nomeadamente, na implementação do sistema representativo parlamentar de base partidária e a economia de mercado, ao qual contrapunham um modelo de democracia popular, assente em assembleias e conselhos de base – o chamado basismo ou conselhismo. Ainda que defendessem a implantação do comunismo em Portugal, distanciavam-se claramente do PCP.

Bandeira das FP-25

Em tribunal, as FP25 seriam comprovadamente creditadas como "Componente Civil Armada" que pertencia ao Projeto Global. Este era uma superestrutura que à semelhança de outras organizações terroristas internacionais articulava a componente política e militar inseridas em quatro componentes, umas legais e outras clandestinas:
1. A Organização Política de Massas (OPM), que era a componente legal consubstanciada num partido político, a Força de Unidade Popular (FUP);
2. A Estrutura Civil Armada (ECA) — que mais não eram que as Forças Populares 25 de Abril, responsáveis pelos assaltos, atentados à bomba e assassinatos;[82]
3. A componente Quartéis, liderada por Otelo e que visava recrutar militares para o movimento;[10]
4. A componente Óscar, o próprio Otelo, nomeada a partir da sua alcunha de guerra, derivada da inicial do seu nome. Capitalizava a sua elevada notoriedade, procurando atrair elementos da sociedade civil ao projeto.[83]

A FUP, oficialmente criado a 28 de março de 1980, dava continuidade ao antigo PRP/BR (partido de onde provinham a maioria dos operacionais do movimento terrorista FP-25), fazendo uso de parte das suas estruturas físicas e humanas, tendo apoiado Otelo nas eleições presidenciais de 1980.
A componente Quartéis, apesar da relativa inactividade no período de actividade do Projecto Global, seria vista por parte da sua liderança, em especial pelo próprio Otelo, como futuramente essencial à criação de um "exército revolucionário", ao qual o ECA seria também um "embrião".:58, 95, 96, 102, 106
As FP-25 iniciaram a sua atividade a 20 de abril de 1980 com o lançamento de um conjunto de atentados à bomba, em todo o país, junto de instalações da GNR ou edifícios do Estado. Entre 1980 e 1987, as Forças Populares 25 de Abril foram responsáveis diretas ou indiretas pelo assassinato de 19 pessoas. Cinco membros da organização foram mortos na sequência de confrontos com forças de segurança ou populares, e um dissidente assassinado por se ter tornado um dos arrependidos no processo judicial. Adicionalmente várias vítimas inocentes, incluindo um bebé de apenas 4 meses, e alguns cidadãos anónimos, apanhados em fogo cruzado no decorrer de assaltos a bancos. Entre as outras vítimas, algumas alvos intencionais, outras não intencionais, estavam ainda vários agentes da Guarda Nacional Republicana, empresários, um agente da Polícia Judiciária, o Diretor-Geral dos Serviços Prisionais Gaspar Castelo Branco, ou a morte do agente da PJ Álvaro Militão.
Em 1981 e 1982, Vitor Alves, assessor presidencial de Ramalho Eanes, Vasco Lourenço à data membro do Concelho da Revolução e até Ângelo Correia, Ministro da Administração Interna do VII Governo Constitucional, terão alertado Otelo, pessoalmente, sobre os caminhos políticos que este estava a trilhar e das FP-25. No entanto, esta informação não é transmitida à PJ. Ramalho Eanes que na altura era presidente da República, não deixou de o condecorar com a Ordem da Liberdade em novembro de 1983, menos de um ano antes da Operação Orion que resultaria na sua detenção.
Mais tarde acusou o PCP de ter estado por trás da sua detenção e de ter feito com que ficasse em prisão preventiva tanto tempo. Acusou ainda alguns nomes então na Polícia Judiciária, como a Diretora do Departamento Central de Investigação e Ação Penal, Cândida Almeida, então na PJ, devido à militância no PCP, ter estado por trás da sua detenção. Todos estes argumentos são explicados por Otelo no capítulo "Ponto de situação" do seu livro Acusação e defesa em Monsanto publicado em 1987. Quando da sua libertação, em entrevista ao jornal Expresso, sobre os assassinatos de Nuno Dionísio, o bebé em São Manços e de Gaspar Castelo-Branco, Diretor Geral dos Serviços Prisionais, viria a afirmar o seguinte: "Depende do que considera terrorismo. Isso não é terrorismo. Assassinos neste País, dão se todos os dias e um acidente não constitui para mim terrorismo." Na mesma entrevista, defende que o Projeto Global se destinava a combater um golpe militar fascista através da Estrutura Civil Armada. Apesar de negar que estas sejam as Forças Populares 25 de Abril, reconhece que na ECA estavam vários elementos das FP-25. Mais tarde, em entrevista à RTP reconhece "Aceito uma acusação de cumplicidade com as FP-25. Uma cumplicidade de silêncio. (...) Eu podia ter abandonado imediatamente e ido embora."

## Julgamentos; amnistia por terrorismo e absolvição de crimes de sangue
Otelo foi detido em 20 de junho de 1984, sob a acusação de ser um dos fundadores e dirigente da organização terrorista das Forças Populares 25 de Abril, um dia depois da prisão da maioria dos elementos operacionais da organização terrorista, no âmbito da operação Orion. Durante esta operação foram apreendidos nas sedes da FUP e em casa de Otelo, vários documentos comprometedores, usados para fundamentar a acusação, nomeadamente quanto à descrição de ações, articulação entre a FUP e as FP-25 e o envolvimento de Otelo em ambas as componentes.
Entre os documentos apreendidos, estavam os dois cadernos manuscritos por Otelo, um verde e um vermelho, com vários e detalhados relatos de operações e reuniões, nomeadamente a famosa reunião do Conclave na Serra da Estrela onde Otelo esteve presente. Cândida Almeida recorda-o: “uma reunião na Serra da Estrela em que todos estiveram encapuzados, Otelo tinha o número sete, hoje seria possível fazer o ADN do capuz, mas ele também nunca negou que lá tivesse estado. Estiveram todos a discutir a estratégia para o futuro, um dos documentos, o documento 16, é o documento da violência, definia quem levava a cabo os assaltos e relativamente aos homicídios, o Otelo tem escrito pela sua mão que se contentava em saber qual o perfil do indivíduo a abater. Portanto ele sabia perfeitamente, ele e os outros da direção político militar, sabiam perfeitamente quem fazia o quê, por isso pode dizer-se que foram autores morais”. Estes cadernos manuscritos de Otelo fizeram parte dos autos e foram reproduzidos em vários livros alusivos ao processo". O próprio Otelo vem reconhecer ter estado presente nessa reunião, com a cara tapada e envergando o capuz número 7. Segundo o próprio, em entrevista ao Jornal Expresso, teria sido exigência da ECA (Estrutura Civil Armada), ou seja, das próprias Forças Populares 25 de abril. Cândida Almeida, responsável pelo processo das FP-25, em entrevista à RR. considerou que "eram inequívocas" as provas de que Otelo Saraiva de Carvalho era líder de uma associação terrorista". Noronha do Nascimento, Presidente Emérito do Supremo Tribunal de Justiça, analisando o desfecho jurídico dos julgamentos, discorda, Otelo foi inocentado dos crimes de sangue e abrangido pela amnistia (aplica-se a quem não foi condenado) da acusação de organização terrorista.
Habitualmente, Otelo registava no seu caderno de apontamentos tudo o que se dizia, nas reuniões da D.P.M (Direção Político Militar do Projeto Global) identificando por abreviaturas e muito esclarecedora os autores de cada declaração registada. Os cadernos do Otelo foram aliás responsáveis pela incriminação de muitos dos detidos, bem como o esclarecimento sobre muitas das ações da organização. Nas audiências, para além de confessar a quase integralidade dos factos, Otelo foi incapaz de fornecer a mínima explicação plausível para o crime que vinha acusado, e apurou-se não eram denúncias falsas que sustentavam a acusação, mas um manancial de prova escrita, na qual sobressai o seu manuscrito, onde tudo se relata com siglas e nomes, que foi sendo desvendando ao longo das audiências, na sequência do que havia feito na instrução do processo, junto do juiz Martinho de Almeida Cruz.
Em outubro de 1985, Otelo foi julgado e condenado em tribunal pelo seu papel na liderança das FP 25 de abril e condenado a 15 anos de prisão efectiva. A sentença viria a ser confirmada pelo Tribunal da Relação, que agravou a pena para 18 anos e mais tarde o Supremo Tribunal de Justiça veio a fixá-la em 17 anos de cadeia. Otelo viria a recorrer da sentença para o Tribunal Constitucional. Por ter esgotado o prazo de prisão preventiva, uma vez que a sentença não tinha ainda transitado em julgado, foi libertado em 17 de maio de 1989, após menos de cinco anos na cadeia, passando a aguardar julgamento em liberdade provisória.
Depois do recurso para o Tribunal Constitucional, em fevereiro de 1989, este veio a declarar inconstitucionalidade parcial e a obrigar à reapreciação da prova pelo Tribunal da Relação. No entanto, pelo facto de não existirem gravações das audiências em tribunal (decisão judicial a pedido da defesa e com oposição do Ministério Público), a única forma possível para a reapreciação da prova, exigida pelo Tribunal Constitucional, seria a repetição do julgamento.
Noronha do Nascimento, Presidente Emérito do Supremo Tribunal de Justiça, elabora sobre a autoria moral. Otelo “foi condenado sem que a sentença tivesse transitado”, sendo, portanto, uma sentença provisória e não unanime pelo coletivo de juízes. (p.109). A sentença de 1987 do Tribunal de Monsanto seria ratificada pelo Tribunal da Relação e pelo Supremo Tribunal em 1988, mas posteriormente anulada parcialmente pelo Tribunal Constitucional em 1989 por inconstitucionalidade (ver duplo grau de jurisdição) e reafirmada mais tarde pelo mesmo motivo (p. 77, 83). Também em 1989, o excesso de prisão preventiva - “5 anos sem culpa formada!”-, levará a intervenção europeia e à libertação de Otelo e outros arguidos por decisão do Supremo Tribunal de Justiça.

#### Indulto e Amnistia
A solução encontrada para a autoria moral foi a Amnistia aprovada pela Assembleia da República em 1996 que argumenta que a “complexidade jurídica tem tornado extremamente difícil a sua solução judicial. (…) com desenvolvimentos que não prenunciam a possibilidade de uma solução de justiça em tempo razoável”.
Amnistia não é indulto porque é um "ato genérico e impessoal", esquecendo eventuais crimes cometidos. Noronha do Nascimento, Presidente Emérito do Supremo Tribunal de Justiça, relembra que “não foram só as “FP” que foram “esquecidas” no pós-25 de Abri através das amnistias de 1979 e 1996; foram também muitos dos próceres cimeiros do “Estado Novo” e do “11 de março” que passaram incólumes pelos pingos da chuva” ELP, Maria da Fonte e MDLP realizaram 566 ações violentas e vários assassinatos até 1979.
De fora ficaram os chamados «crimes de sangue» que virão ser julgados mais tarde.

#### Os Crimes de Sangue
Entretanto os vários crimes cometidos e espalhados pelas várias comarcas são unificados num único processo. São julgados mais de 150 processos, dos quais 10 homicídios consumados e 7 tentados. É a partir daqui que se constitui o processo 396/91 que aglutinará o julgamento dos crimes de sangue, que teve a sentença proferida em 6 de abril de 2001 e confirmada pelo Tribunal da Relação de Lisboa de junho de 2003. Tinham se passado quase 20 anos sobre alguns crimes, os arrependidos estavam no Brasil ou Moçambique e os réus optaram pelo silêncio. Ainda assim, a prova foi produzida relativamente ao crime de Associação Terrorista, que não estava a ser julgado e que já tinha sido abrangida pela amnistia. O acórdão detalhou, os crimes de sangue, listando ainda todos os nomes dos membros e dirigentes da organização, incluindo Otelo Saraiva de Carvalho:
 “O tribunal tudo comprova nos passos que são dados para este ou aquele assassino, até como as decisões são tomadas pela organização terrorista, o mesmo já não se passa quando se trata de identificar quem prime o gatilho, quem coloca a bomba, quem mata, quem tenta”
 “Pertenceram à mesma organização terrorista, chamada «Forças Populares 25 de Abril – FP25»:”… Otelo Nuno Romão Saraiva de Carvalho…” 
```
“…todos aqueles réus, e outros indivíduos não identificados, em finais de 1979, início de 1980, estavam agrupados entre si, de livre vontade e perfeitamente conscientes, com intenção por todos compartilhada de darem concretização a um plano, que foi engendrado por uns e aceite depois pelos outros, todos agindo concertadamente na concretização desse plano, de forma articulada e estruturada, e continuada no tempo, mediante a inserção em estruturas próprias”
.
```

  “… o réu Otelo, tinha assento num órgão de cúpula no âmbito do Projeto Global, o órgão máximo de decisão de toda a organização. Tal órgão era a direção política militar — DPM — também designada de direção estratégica — DE —, que funcionava como síntese das direções das quatro componentes, emitindo decisões por consenso, ali se procurando a articulação entre as componentes para dar realização ao Projeto Global”.
No entanto, à saída do tribunal Otelo Saraiva de Carvalho, em declarações para os média, relatava uma versão totalmente oposta ao conteúdo da decisão judicial. Quer ao jornal da noite da TVI, quer ao telejornal da SIC, quando confrontado na contradição, pelo ainda jovem jornalista Ricardo Costa, Otelo afirmava que tinha ficado provado que não pertencia às Forças Populares 25 de Abril.
Noronha do Nascimento, Presidente Emérito do Supremo Tribunal de Justiça, elabora sobre a autoria material dos crimes: “Otelo foi absolvido por nada se ter provado contra ele” (p. 109). Em abril de 2001, no Tribunal da Boa Hora, e em junho de 2003, no Tribunal da Relação, teve o veredito de inocente.

### Os argumentos da defesa
Os argumentos da defesa podem ser lidos em várias publicações de Otelo, outros arguidos e advogados. Exemplos incluem ‘Acusação e defesa em Monsanto’ (Otelo Saraiva de Carvalho, 1987, Edições Inquérito), ‘O caso Otelo. Um recurso perante o Tribunal Constitucional’ (Romeu Francês, 1989, Edições Salamandra) ou, mais recentemente, ‘Otelo Saraiva de Carvalho. Acusação e absolvição. O projecto global e as FP-25 de Abril’ (Mouta Liz e Romeu Francês, 2022, Âncora Editora).
A defesa alega que o processo estava contaminado desde o início. Os advogados Salgado Zenha, ex-ministro da Justiça e ex-dirigente do PS, Romeu Francês e outros elencaram várias violações “da Constituição, da legislação portuguesa e da Convenção Europeia dos Direitos Humanos”:
1) Sob o signo da ditadura: o julgamento de 1987 é feito ainda “à luz dum código de processo penal da ditadura” (de 1929), dando menos direitos de defesa aos arguidos, sendo que o do período democrático só entraria em vigor em 1989.
1) O direito de defesa: “nenhum advogado pode defender eficaz e seriamente o seu cliente sem saber concretamente as acusações que pesam sobre ele e as provas materiais que serão utilizadas para o efeito”. (Salgado Zenha, contracapa).
2) O acusador é também o juiz: o Presidente do Tribunal de Monsanto que irá condenar provisoriamente os arguidos em 1987 foi também o magistrado que assinou a acta da acusação.
3) O veredito provisório de 1987 não é unânime: o veredito é aprovado por dois juízes contra um, sugerindo já as fragilidades do processo. Isso voltará a acontecer em instâncias superiores.
4) Qual a prova produzida? A prova usada para as condenações provisórias seguintes é apenas a do julgamento inicial, de 1987, levando à, em jargão jurídico, “não reapreciação da matéria de facto” e a negação do duplo grau de jurisdição, o que infringe regras básicas do direito de defesa.
Este último aspeto levaria mais tarde à decisão de declaração de julgamento nulo pelo Tribunal Constitucional em 1989 e reconfirmada em 1996.

### Prisão preventiva e movimentos de solidariedade
A perceção de injustiça da acusação a Otelo e outros presos mobilizou vasta solidariedade com estes ou preocupação internacional e nacional. Deputados europeus de vários países como Alemanha Federal, Grécia, Holanda, Reino Unido ou juristas da Bélgica e França visitam Portugal. Também a sociedade civil se mobiliza, por exemplo: Alain Joxe, professor universitário francês; Chico Buarque, cantor brasileiro; Claude Bourdet, escritor francês; Gunter Wallraff, escritor e jornalista; Marguerite Duras, escritora; Michel Raptis, político grego e ex-líder da Quarta Internacional; Ramsey Clark, ex-procurador geral dos EUA.
Em Portugal, Deputados portugueses visitam os respetivos estabelecimentos prisionais. Elementos da sociedade civil que se solidarizam incluem, por exemplo: Augusto Abelaira, professor e escritor; Costa Gomes, ex-Presidente da República; Fernando Dacosta, escritor; Lindley Cintra, professor universitário; Natália Correia, poetisa e política; Nuno Teotónio Pereira, arquitecto; José Amaro Dionísio, escritor; Júlio César, actor; Tomé, Major; Pezarat Correia, Brigadeiro; Rosa Coutinho, Almirante; Salgueiro Maia, Major; Sousa e Castro, Ex-Militar; Vasco Lourenço, Tenente-Coronel; Vitor Alves, Ex-Militar e político.
O caso alertará para a necessidade de cumprir várias questões processuais e condições mínimas nas prisões, entre outras, a níveis ainda não aceitáveis para o novo estatuto Europeu de então. Se as condições prisionais eram duras em geral, os arguidos do processo sofriam mais. Os arguidos realçam o encerramento nas celas 23 horas por dia, a rotação de presos para locais distantes dos advogados e família, ou mesmo a negação de auxílio médico por parte da direção prisional levando a demissão de médicos.

### Desfecho
No chamado processo FUP/FP-25 de Abril, Otelo foi julgado pela autoria moral e autoria material dos crimes. Noronha do Nascimento, Presidente Emérito do Supremo Tribunal de Justiça, elabora sobre estas questões. Relativamente à autoria moral, “foi condenado sem que a sentença tivesse transitado”, sendo, portanto, uma sentença provisória e não unanime pelo coletivo de juízes. A sentença de 1987 do Tribunal de Monsanto seria ratificada pelo Tribunal da Relação e pelo Supremo Tribunal em 1988, mas posteriormente anulada parcialmente pelo Tribunal Constitucional em 1989 por inconstitucionalidade (ver duplo grau de jurisdição) e reafirmada mais tarde pelo mesmo motivo. Também em 1989, o excesso de prisão preventiva - “5 anos sem culpa formada!”-, levará a intervenção europeia e à libertação de Otelo e outros arguidos por decisão do Supremo Tribunal de Justiça.
A solução encontrada para a autoria moral foi a Amnistia aprovada pela Assembleia da República em 1996 que argumenta que a “complexidade jurídica tem tornado extremamente difícil a sua solução judicial. (…) com desenvolvimentos que não prenunciam a possibilidade de uma solução de justiça em tempo razoável”. Amnistia não é indulto porque se aplica a quem não foi condenado, esquecendo eventuais crimes cometidos. Noronha do Nascimento, Presidente Emérito do Supremo Tribunal de Justiça, relembra “não foram só as “FP” que foram “esquecidas” no pós-25 de Abril; foram também muitos dos próceres cimeiros do “Estado Novo” e do “11 de Março” que passaram incólumes pelos pingos da chuva” ELP, Maria da Fonte e MDLP de extrema-direita realizaram 566 ações violentas e vários assassinatos até 1979.
Na autoria material dos crimes, “Otelo foi absolvido por nada se ter provado contra ele”. Em Abril de 2001, no Tribunal da Boa Hora, e em Junho de 2003, no Tribunal da Relação, teve o veredito de inocente.

## Homenagens e intervenções públicas
Otelo foi condecorado e agraciado várias vezes em reconhecimento dos seus contributos. Foi Medalha Militar de 2.ª Classe de Mérito Militar e Medalha Militar de Prata de Comportamento Exemplar. Em 25 de novembro de 1983, foi agraciado com o grau de Grã-Cruz da Ordem da Liberdade pelo então Presidente Eanes.
Em 16 de Novembro de 1981, em entrevista à Radio Francesa "Je Vois Tout" afirma:
| “ | A burguesia só teme a linguagem das armas. A luta armada é em último caso a condição para abater a burguesia | ” |

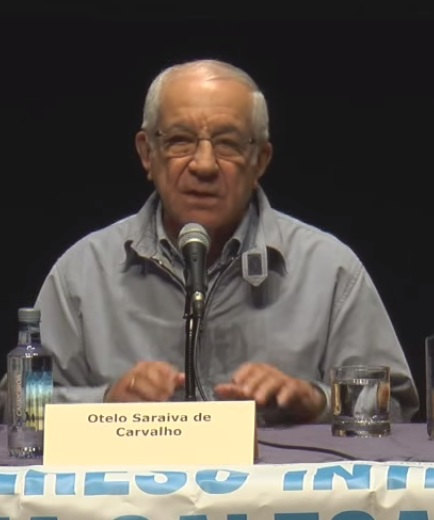
Otelo Saraiva de Carvalho (2014)

Otelo vai aparecer em pessoa na cena final da mini-série de ficção documental "A Hora da Liberdade" sobre o golpe militar de 25 de abril de 1974. Durante a série, a sua personagem será representada por António Capelo. Produzida pela SIC e emitida em 1999, será transformada em filme em 2020. A recriação histórica é de autoria de Emídio Rangel, Rodrigo Sousa e Castro e Joana Pontes, com direção de atores de João Lourenço.
Em Abril de 2009, num processo de reconstituição de carreiras, Otelo foi promovido a Coronel, vindo a receber cerca de 50 mil euros de indemnização e um aumento de 500 € na pensão de reforma. Apesar de inicialmente ter dito que recusaria a promoção, por exigir um período de retroatividade maior, Otelo viria a aceitá-la sem mais contestações.
Em 16 de abril de 2011, disse que, se soubesse como o país ia ficar, não teria realizado o 25 de Abril. Numa entrevista na semana subsequente, Otelo diria que esta frase dele foi mal compreendida, e que, obviamente, valeu a pena fazer o 25 de Abril, justificando a frase como querendo dizer "O que eu digo é que as pessoas isoladas não conseguem um combate capaz de provocar alterações. Quando se juntam esforços então, sim, vale a pena".
Otelo lamentava as “enormes diferenças de carácter salarial” que existem na sociedade portuguesa:
| “ | Não posso aceitar essas diferenças. A mim, chocam-me. Então e os outros? Os que se levantam às 05h00 para ir trabalhar na fábrica e na lavoura e chegam ao fim do mês com uma miséria de ordenado? | ” |

Para este Capitão de Abril, o que mais o desiludia era que 
| “ | questões que considerava muito importantes no programa político do Movimento das Forças Armadas (MFA) não terem sido cumpridas. | ” |

Uma delas, que considera "crucial", é 
| “ | a criação de um sistema que elevasse rapidamente o nível social, económico e cultural de todo um povo que viveu 48 anos debaixo de uma ditadura. Este povo, que viveu 48 anos sob uma ditadura militar e fascista merecia mais do que dois milhões de portugueses a viverem em estado de pobreza." | ” |

Esses milhões, sublinhou, significa que "não foram alcançados os objectivos" do 25 de abril de 1974. 
Em 25 de abril de 2011, diria então que não acreditava que as forças armadas tomassem alguma posição quanto ao regime.
No entanto, ainda em 2011, em relação uma manifestação de militares que estava marcada para dia 12 de Novembro desse ano, declararia "para mim, a manifestação dos militares deve ser, ultrapassados os limites, fazer uma operação militar e derrubar o Governo". "Não gosto de militares fardados a manifestarem-se na rua. Os militares têm um poder e uma força e não é em manifestações colectivas que devem pedir e exigir coisas". Disse compreender as suas razões e que considerava que as mesmas poderiam conduzir a "um novo 25 de Abril". "Bastam 800 homens". Defendeu que Portugal estava "a atingir o limite", e terá novamente acrescentado (apesar de já ter esta frase corrigido no passado): "Se soubesse o que sei hoje não teria possivelmente feito o 25 de Abril". Tendo o Ministério Público aberto um inquérito, Otelo defender-se-ia dizendo que emitir "uma opinião não pode ser considerada crime", o que o Ministério viria a concordar dada a sua inofensividade, decidindo "arquivar o processo porque considerou que as declarações do tenente-coronel “não preenchiam nenhum tipo de crime no essencial”, uma vez que “naquela entrevista e naquele contexto só representam a expressão das suas ideias, meras opiniões”, não se mostrando "relevante no sentido de ameaçarem a ordem, a paz e a tranquilidade públicas ou o Estado de Direito”, declarando que as palavras “não continham virtualidade suficiente para ameaçar os bens jurídicos protegidos da paz pública e da estabilidade do Estado constitucional”.
Foi um dos entrevistados do documentário "A conspiração" de António-Pedro de Vasconcelos sobre a preparação do 25 de Abril de 1974, emitido em 2024, após a sua morte.
Na sua morte foi homenageado no velório por milhares de anónimos, pelo Presidente da República, Marcelo Rebelo de Sousa, o primeiro-ministro, António Costa, e o Presidente da Assembleia da República, Eduardo Ferro Rodrigues. A Assembleia da República aprovou um voto de pesar, destacando “um dos principais obreiros da Revolução de 1974 (…) [e] um dos libertadores de Portugal”.

## Vida pessoal
Casou em Lisboa, São João de Brito, na Igreja de São João de Brito, a 5 de novembro de 1960, com Maria Dina Afonso Alambre (Lourenço Marques, 6 de Junho de 1936 – Lisboa, 28 de dezembro de 2020), filha de Bernardino Mateus Alambre e de sua mulher Aida de Jesus Afonso, com a qual teve três filhos:
- Maria Paula Alambre de Carvalho (Lisboa, Lapa, Hospital Militar Principal, 19 de agosto de 1961), casada com Stefano Salmi, italiano, desde 3 de maio de 2008, sem descendência;[28]
- Cláudia Marina Alambre de Carvalho (Lisboa, Lapa, Hospital Militar Principal, 9 de dezembro de 1963 – Guiné-Bissau, 8 de agosto de 1971), falecida devido a meningite cerebral;[28]
- Sérgio Bruno Alambre de Carvalho (Lisboa, Lapa, Hospital Militar Principal, 1 de maio de 1965), casado com Paula Eduarda S. B. Costa Carvalho, de quem teve três filhos:[28]
  - Cláudia Sofia Costa Carvalho (nascida em 1990), casada com Filipe Barradas;[28]
  - Sara Sofia Boura Alambre Costa Carvalho (nascida em 1999), casada com José Pedro Duarte Filho, de quem teve um filho, Guilherme Miguel Carvalho Duarte (nascido em 2019);[28]
  - Bruno Miguel Boura Alambre Costa Carvalho (nascido em 2019).[25][28][122]

Quando esteve preso na Prisão de Caxias, nos anos 80, iniciou um relacionamento paralelo (que durou 34 anos, até a morte de Otelo) com Maria Filomena Morais, uma funcionária prisional divorciada. Na sua biografia, Otelo assume a bigamia: de segunda a quinta-feira, vivia com Filomena e de sexta a domingo, morava com a mulher Dina. Quando a mulher, Dina, adoeceu gravemente, mudou-se a tempo inteiro para a casa de ambos, em Oeiras. Após a morte de Dina, mudou-se para a casa de Filomena, em Carnaxide, aos cuidados de quem ficou nos últimos meses de vida, em que já sofria complicações cardíacas e sofreu uma cirurgia ao coração.
Com Julie Sergeant protagoniza um clipe erótico no programa "Sex Appeal" da SIC, canal onde também teve uma breve aparição numa reconstituição em tempo real comemorativa dos eventos da Revolução. O clip erótico "A Revolução Falhada", que levantou muita polémica, tinha a atriz Julie Sergeant, que termina com os dois a rebolar no chão repleto de cravos, ela nua. Ele nem tanto.

### Carreira militar
Oficial do quadro permanente da Arma de Artilharia, foi promovido ao posto de major a 1 de setembro de 1973.
Por portaria de 10 de abril de 1984, foi promovido a tenente-coronel, com efeitos reportados em 21 de novembro de 1980.
Em abril de 1984, em reunião ordinária do Conselho da Arma de Artilharia, integrando o primeiro terço da lista de tenentes-coronéis da arma a promover, foi favoravelmente apreciado como apto à promoção a coronel.
A sua promoção a coronel foi interrompida devido ao seu envolvimento no processo das FP-25. Só em 21 de abril de 2009, foi promovido a essa patente, com antiguidade a 19 de maio de 1986, vindo a receber uma indemnização compensatória no valor de 50 mil Euros.

### Morte
Morreu de falência cardíaca, às 4:11 UTC+1 de 25 de julho de 2021, no Hospital das Forças Armadas, em Lisboa, onde se encontrava internado desde 17 de julho.

## Resultados eleitorais

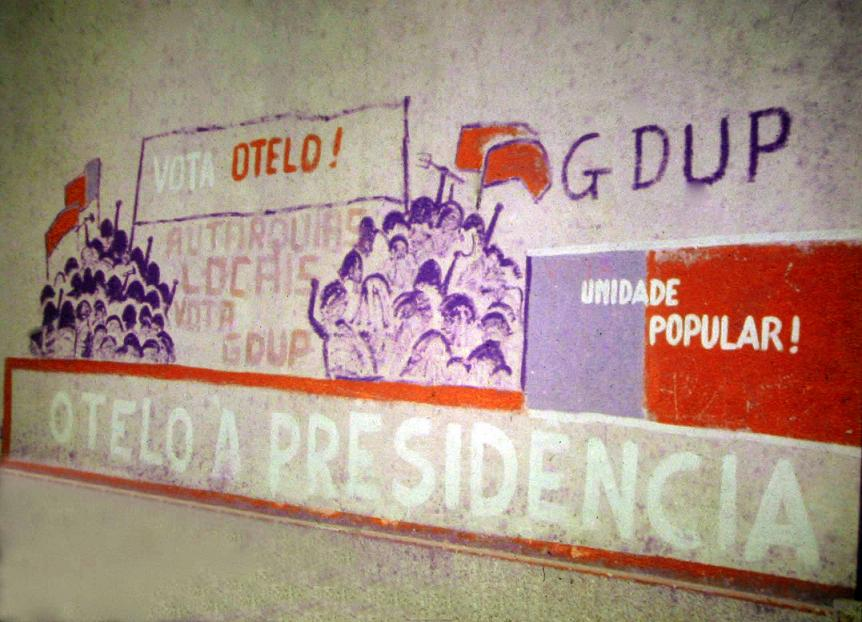
Otelo à Presidência, GDUP, pintura mural de 1976

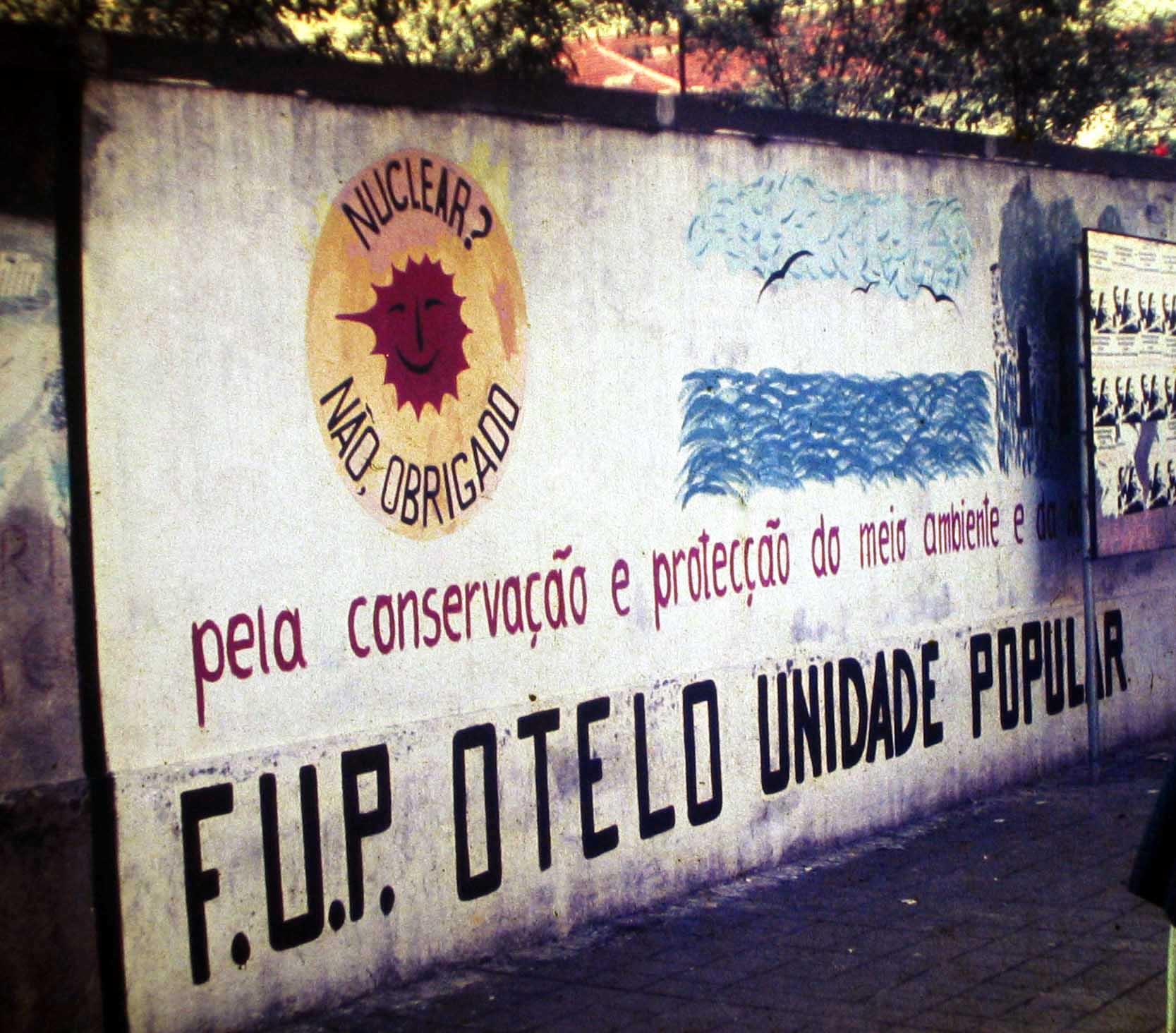
FUP Otelo - Unidade popular, pintura mural de 1980

### Eleições presidenciais de 27 de Junho de 1976
| Candidato                 | Votos     | %       |
| Ramalho Eanes             | 2 967 137 | 61,59 % |
| Otelo Saraiva de Carvalho | 792 760   | 16,46 % |
| Pinheiro de Azevedo       | 692 147   | 14,37 % |
| Octávio Pato              | 365 586   | 7,59 %  |

### Eleições presidenciais de 7 de Dezembro de 1980
| Candidato                 | Votos     | %       |
| Ramalho Eanes             | 3 262 520 | 56,44 % |
| Soares Carneiro           | 2 325 481 | 40,23 % |
| Otelo Saraiva de Carvalho | 85 896    | 1,49 %  |
| Galvão de Melo            | 48 468    | 0,84 %  |
| Pires Veloso              | 45 132    | 0,78 %  |
| Aires Rodrigues           | 12 745    | 0,22 %  |
| Carlos Brito              | desistiu  |         |

## Representações na cultura

### Na cultura popular
É-lhe atribuida uma estória moralizante, em que teria declarado ao primeiro-ministro sueco Olof Palme que pretendia "acabar com os ricos", ao que o sueco teria respondido: "Curioso, o que nós queremos é acabar com os pobres."

### Na tela
- Surgindo como entrevistado n'A Hora da Liberdade, é também representado por António Capelo.[133]
- Em Salgueiro Maia - O Implicado, é representado por João de Brito.[134]